# Écrouves

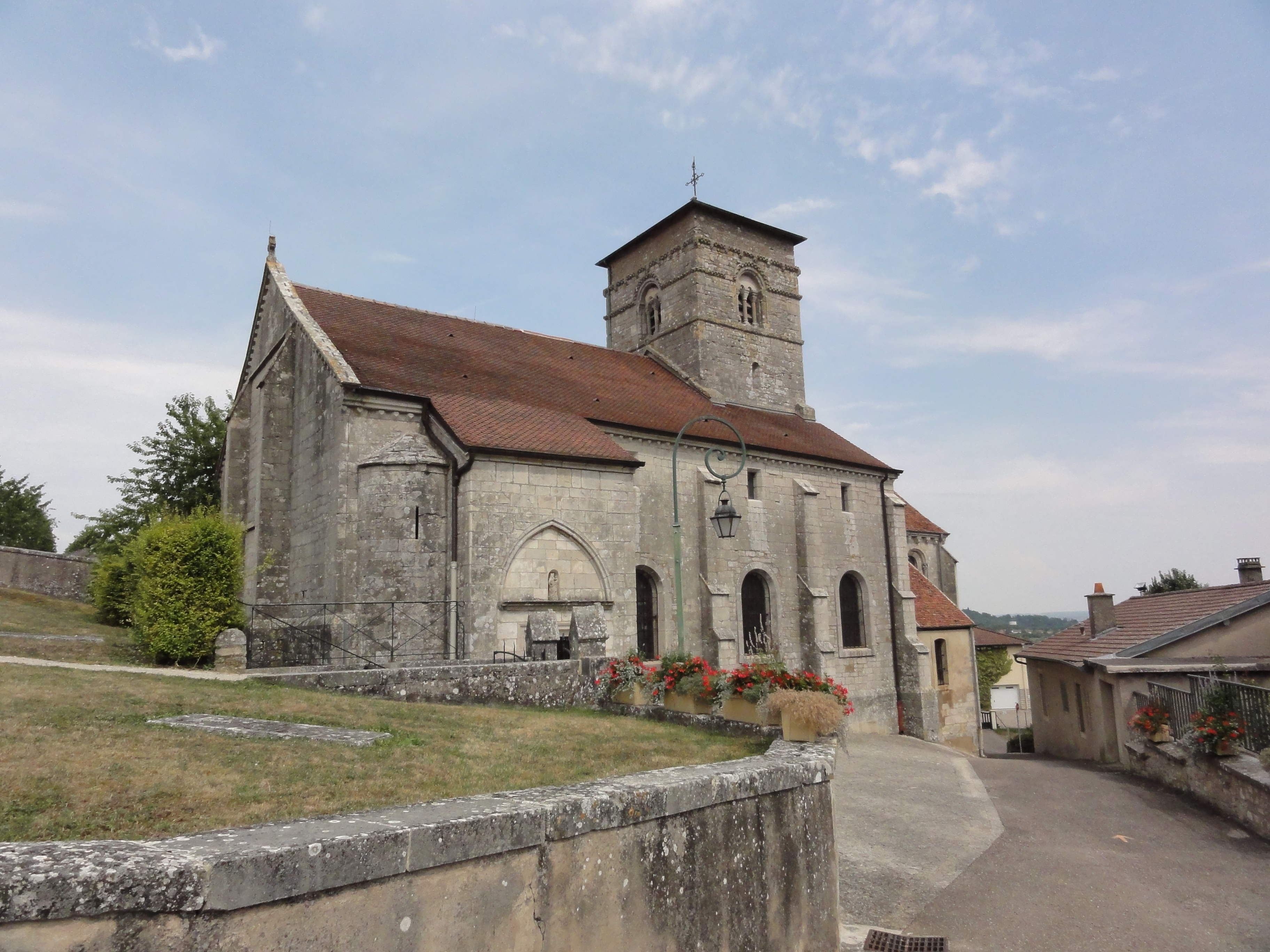
Zabytkowy Kościół Narodzenia Matki Bożej (2015)

Écrouves – miejscowość i gmina we Francji, w regionie Grand Est, w departamencie Meurthe i Mozela.
Według danych na rok 1990 gminę zamieszkiwało 3691 osób, a gęstość zaludnienia wynosiła 358 osób/km² (wśród 2335 gmin Lotaryngii Écrouves plasuje się na 119. miejscu pod względem liczby ludności, natomiast pod względem powierzchni na miejscu 583.).

## Populacja

Populacja Écrouves w latach 1962–2008